# Trhovište
Trhovište (ungarisch Vásárhely) ist eine Gemeinde im Osten der Slowakei, mit 2161 Einwohnern (Stand 31. Dezember 2024). Administrativ gehört sie zum Okres Michalovce, der ein Teil des Bezirks Košický kraj ist. Laut Volkszählung 2001 (1703 Einwohner) ist Trhovište fast ausschließlich slowakisch (97,3 %), mit einer kleinen Roma-Minderheit (1 %).

## Geographie
Die Gemeinde liegt im Ostslowakischen Tiefland auf der Höhe von 130 m n.m. Beim westlichen Ort fließt der Bach Rakovec vorbei, unmittelbar vor der Mündung in die Ondava. Trhovište liegt an der Fernstraße 50 und ist 11 Kilometer von jeweils Sečovce und Michalovce entfernt.

## Geschichte
Der Ort entstand wohl gegen 1100, an einer Kreuzung zweier Straßen, wo sich ein Markt befand. Sowohl slowakischer als auch ungarischer Name bedeuten so viel wie „Ort, an dem ein Markt stattfindet“. Die erste nachgewiesene Erwähnung stammt aus dem Jahr 1220 als Vasarhel. Vom 14. bis zum 17. Jahrhundert gehörte der Ort der Familie Drugeth und schlossen ihm dem Herrschaftsgut von Burg Brekov an. Im 16. und 17. Jahrhundert wurde hier sogar Maut erhoben. Nach einem Höhepunkt Ende 16. Jahrhundert kam es aber zu einem langfristigen Verfall. 1828 gab es hier 101 Häuser und 754 Einwohner.
Bis 1919 gehörte der im Komitat Semplin liegende Ort zum Königreich Ungarn und kam danach zur Tschechoslowakei.

## Bevölkerung
| Jahr                | 1994 | 2004     | 2014    | 2024     |
| ------------------- | ---- | -------- | ------- | -------- |
| Anzahl der Personen | 1545 | 1816     | 1913    | 2161     |
| Unterschied         |      | +17,54 % | +5,34 % | +12,96 % |

| Jahr                | 2023 | 2024    |
| ------------------- | ---- | ------- |
| Anzahl der Personen | 2140 | 2161    |
| Unterschied         |      | +0,98 % |

## Sehenswürdigkeiten
- klassizistische griechisch-katholische Kirche aus dem Jahr 1818
- ursprünglich spätbarocke später klassizistisch umgebaute römisch-katholische Kirche des Johannes der Täufer aus dem Jahr 1759
- reformierte Kirche